# 莫莱
莫莱（法語：Molay，法語發音：[mɔlɛ]）是法国汝拉省的一个市镇，属于多勒区。

## 地理
莫莱（47°1'12"N, 5°25'13"E）面积6.38 平方千米，位于法国勃艮第-弗朗什-孔泰大區汝拉省，该省份为法国东部内陆省份，北起上索恩省，西北接科多尔省，西临索恩-卢瓦尔省，南至安省，东与杜省和瑞士接壤。
与莫莱接壤的市镇（或旧市镇、城区）包括：塔沃、尚迪韦尔、热夫里、帕尔塞、拉翁。

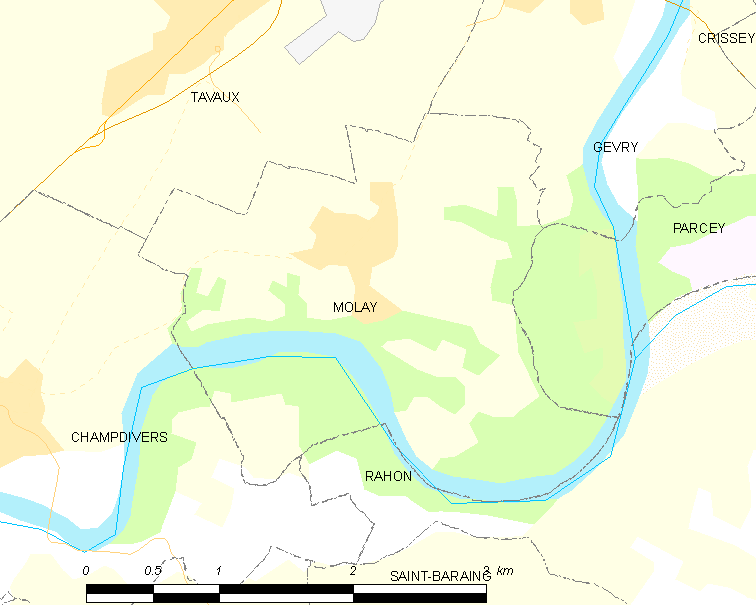
莫莱的OSM定位图

莫莱的时区为UTC+01:00、UTC+02:00（夏令时）。

## 行政
莫莱的邮政编码为39500，INSEE市镇编码为39338。

## 政治
莫莱所属的省级选区为塔沃县。

## 人口

1962-2008年间莫莱人口变化图示

莫莱于2022年1月1日时的人口数量为506人。